# Sofía Acosta
Sofía Acosta (Santa Fe, 24 de octubre de 1925 – Paraná, 16 de octubre de 2005) fue una escritora, poeta y profesora argentina. Colaboró con varias publicaciones periódicas de Argentina, como El Litoral, El Litoral Argentino y La Gaceta, así como publicaciones del extranjero. Sus poemas fueron reunidos en varias antologías. Fue una exponente de la cultura de Entre Ríos.

## Obras
- Poemas del agua (1965).
- Dos poemas (1968).
- La red (1971).
- De orilla a orilla (Santa Fe, Ediciones Colmegna, 1972).
- Poemas (1974).
- Puebla de los Ángeles (Santa Fe, Ediciones Colmegna, 1982).